# Mbala
Mbala (do 1964 roku Abercorn) – miasto w północno-wschodniej Zambii, w Prowincji Północnej, położone w pobliżu granicy z Tanzanią, około 30 km na wschód od Mpulungu – miasta portowego nad jeziorem Tanganika. W 2010 roku szacunkowa liczba ludności miasta wynosiła 24 930.
W trakcie II wojny światowej w mieście znajdował się obóz dla polskich uchodźców z Armii Andersa. Obecnie pozostał po nim cmentarz z polskimi nagrobkami.
W mieście rozwinął się przemysł spożywczy. Znajduje się tu również port lotniczy Mbala.